# Saphobius setosus
Saphobius setosus är en skalbaggsart som beskrevs av Sharp 1886. Saphobius setosus ingår i släktet Saphobius och familjen bladhorningar. Inga underarter finns listade i Catalogue of Life.